# آندرونیکوس سوم
آندرونیکوس سوم با عنوان کامل آندرونیکوس سوم پالایولوگوس(به یونانی: Ανδρόνικος Γ' Παλαιολόγος, Andronikos III Paleologos)(به انگلیسی: Andronikos III Palaiologos) (زادهٔ ۲۵ مارس ۱۲۹۷ – درگذشتهٔ ۱۵ ژوئن ۱۳۴۱) امپراتور روم شرقی به‌طور مشترک با آندرونیکوس دوم از ۱۳۲۵ تا ۱۳۲۸ و پس از برکناری او به‌تنهایی از ۱۳۲۸ تا هنگام مرگش در ۱۳۴۱ بود.

## زندگینامه

### سال‌های نخستین
آندرونیکوس سوم، پسر میخائیل نهم پالایولوگوس و نوهٔ آندرونیکوس دوم پالایولوگوس، امپراتوران وقت بیزانس بود. او که جوانی به‌افراط خوش‌گذران بود طی حادثه‌ای برادرش مانوئل را در ۱۳۲۰ به‌قتل رساند و پدرشان میخائیل نهم از غم مرگ پسرش درگذشت. وقوع این حوادث همراه با نوع رفتار آندرونیکوس سوم سبب شد تا پدربزرگش آندرونیکوس دوم او را از رسیدن به تاج و تخت امپراتوری محروم سازد و در نتیجه، جنگی داخلی بین آن دو درگرفت.

### رسیدن به امپراتوری
آندرونیکوس جوان که از حمایت نجیب‌زادگان قدرتمند بیزانس به‌ویژه ژان کانتاکوزنوس (بعدتر امپراتور ژان ششم) ثروتمند برخوردار بود توانست در ۱۳۲۵ آندرونیکوس سالخورده را مجبور نماید تا او را به عنوان امپراتور مشترک باخود به‌رسمیت شناخته و ادارهٔ استان‌های تراکیه و مقدونیه را به او بسپارد. آندرونیکوس سوم سپس در ۱۳۲۸ پدربزرگش را مجبور به کناره‌گیری از قدرت و رفتن به یک صومعه نمود و خود به‌تنهایی قدرت را در دست گرفت.

### دوران حکومت
آندرونیکوس سوم در دوران امپراتوری‌اش به‌شدت به راهنمایی‌های ژان کانتاکوزنوس وابسته بود و این کانتاکوزنوس بود که به هنگام خوش‌گذرانی‌های امپراتور جوان ادارهٔ امور را در دست داشت. او آندرونیکوس سوم را تشویق نمود تا دست به انجام اصلاحاتی در دادگاه‌ها زده و نوسازی ناوگان سلطنتی را که در دوران آندرونیکوس دوم مورد بی‌توجهی قرار گرفته بود را از سر گیرد. در این مدت صومعه‌های ارتدکس نیز نقش فعال‌تری در امور مدنی و کلیسایی یافته بودند.

### سیاست خارجی
اما آندرونیکوس سوم در روابط خارجی‌اش مجبور شد تا صربستان را در ۱۳۳۴ به‌عنوان اختیاردار مقدونیه به‌رسمیت بشناسد و بخش‌هایی از آناتولی نیز در این میان به اشغال ترکان عثمانی درآمده بود. اما او علی‌رغم این ناکامی‌ها توانست جزایر کیوس، فوکیا و لسبوس را به کمک ناوگان نوسازی‌شده‌اش از جنوایی‌ها بازپس‌گیرد و ایالت‌های یونانی جدایی‌طلب اپیروس و تسالی را نیز بار دیگر تحت کنترل امپراتوری بیزانس درآورد.

### مرگ
آندرونیکوس سوم در ۱۵ ژوئن ۱۳۴۱،به دست اورهان درگذشت و پسرش با عنوان ژان پنجم با نایب‌السلطنتی ژان کانتاکوزنوس بر تخت امپراتوری بیزانس نشست.